# Rolf Schimpf
Rolf Schimpf (Berlino, 14 novembre 1924 – Monaco di Baviera, 22 marzo 2025) è stato un attore tedesco, attivo prevalentemente in campo televisivo.
Tra cinema - e soprattutto - televisione, partecipò, a partire dalla fine degli anni cinquanta a circa un'ottantina di produzioni. Il suo ruolo più noto è probabilmente quello dil Leo Kress nella serie televisiva Il commissario Kress (Der Alte), ruolo interpretato dal 1986 al 2009; ; altro suo ruolo famoso è quello di Waldi Zellmann nella serie televisiva Soko 5113 (1978-1986). 

## Biografia
Era nipote del compositore Christian Fink e pronipote dell'editore Jacob Ferdinand Schreiber
Figlio di un ufficiale di marina originario della Svevia, Rolf Schimpf nacque a Berlino il 14 novembre 1924. Durante la seconda guerra mondiale, all'età di 18 anni, per sfuggire all'arruolamento forzato da parte delle SS, decise di arruolarsi volontario nell'artiglieria d'assalto, in cui riportò una seria ferita alla testa. Terminata la guerra, dal 1947 al 1949 studiò recitazione a Stoccarda presso la Schauspielschule Gensichen. Iniziò quindi a recitare in vari teatri: oltre che nella stessa Stoccarda, salì sui palcoscenici di Berna, Zurigo, Lucerna ed Amburgo. Nel 1958 fece il proprio esordio televisivo, recitando in Glaube, Liebe, Hoffnung e negli anni settanta apparve in diversi episodi delle serie televisive poliziesche Tatort e Soko 5113. Nel frattempo, alla fine degli anni sessanta, sposò in seconde nozze la collega Ilse Zielstorff.
Dopo vari ruoli, nel 1985 venne scelto dal produttore Helmut Ringelmann come sostituto di Siegfried Lowitz per il ruolo del nuovo protagonista (il commissario Leo Kress) della serie televisiva Der Alte (ruolo che gli darà una grande notorietà), facendo il proprio debutto nell'episodio intitolato Sein erster Fall (letteralmente "Il suo primo caso", intitolato però in italiano "I tre testimoni"), che venne trasmesso dalla televisione tedesca il 28 febbraio 1986. Interpreterà questo ruolo per 223 episodi, fino al 2009; nello stesso ruolo, comparve anche nell'ultimo episodio della serie L'ispettore Derrick, datato 1998.

## Vita privata
Rolf Schimpf fu sposato con l'attrice Ilse Zielstorff dal 1968 fino alla morte di quest'ultima, avvenuta nel maggio 2015. La coppia dal giugno 2010 si era ritirata nella casa per anziani Augustinum Gruppe a Monaco. .

## Filmografia parziale

### Cinema
- Ein für allemal, regia di Peter Adam (1973)
- Lena Rais, regia di Christian Rischert (1979)

### Televisione
- Glaube, Liebe, Hoffnung (1958)
- Der kaukasische Kreidekreis (1958)
- Detective Story (1963)
- Kommissar Freytag - serie TV, 1 episodio (1964)
- Hafenpolizei (serie TV, 1 episodio, 1966; ruolo: marinaio)
- Preis der Freiheit (1966)
- Ida Rogalski (9 episodi, 1969-1970; ruolo: Werner Rogalski)
- Maximilian von Mexiko (1970)
- Meine Tochter - Unser Fräulein Doktor (13 episodi, 1970; ruolo: Sig. Wernicke)
- Der Polizeiminister 1759-1820 Joseph Fouché (1970)
- Percy Stuart (serie TV, 1 episodio, 1971)
- Kolibri (1971; ruolo: Dott. Kohlrausch)
- Tatort (serie TV, 1 episodio, 1971)
- Vier gegen das britische Pfund (1972)
- Pulle + Pummi (1972)
- Mein Bruder - Der Herr Dokter Berger (8 episodi, 1972; ruolo: Dott. Wolfgang Berger)
- Lokalseite unten links (serie TV, 1974)
- Der Hellseher (1974)
- Aus nichtigem Anlaß (1976)
- Tatort (serie TV, 1 episodio, 1976)
- Auf der Suche nach dem Glück (serie TV, 1977)
- Es muß nicht immer Kaviar sein (serie TV, 4 episodi, 1977)
- Soko 5113 (serie TV, 1978-1986; ruolo: Waldi Zellmann)
- Die Protokolle des Herrn M (serie TV, 11 episodi, 1979)
- Jauche und Levkojen (serie TV, 1979)
- Ein Kapitel für sich (miniserie TV, 1979)
- Tatort (serie TV, 1 episodio, 1979)
- Tatort (serie TV, 1 episodio, 1980)
- Achtung Zoll (4 episodi, 1980-1981)
- Zwei Tote im Sender und Don Carlos im Pogl (1982)
- Krimistunde (serie TV, 1982)
- Der Andro-Jäger (serie TV, 1982)
- Tatort (serie TV, 1 episodio, 1983)
- Die Schöffin (1984; ruolo: Giudice Wegbauer)
- Mensch Bachmann (serie TV, 1984; ruolo: Rudolf Bachmann)
- La clinica della Foresta Nera (Schwarzwaldklinik, serie TV, 3 episodi, 1986; ruolo: Dott. Basler)
- Il commissario Kress (Der Alte, serie TV, 223 episodi, 1986-2009; ruolo: Leo Kress)
- L'ispettore Derrick (Derrick, serie TV, episodio Addio, Ispettore Derrick", 1998; ruolo: Leo Kress), regia di Dietrich Haugk
- Tatort (serie TV, 1 episodio, 2004)
- Tempesta d'amore (Sturm der Liebe, soap opera, 3 episodi, 2009; ruolo: Korbinian Niederbühl)

## Doppiatori italiani
- Ne Il commissario Kress, Rolf Schimpf è stato doppiato da Sergio Fiorentini e da Glauco Onorato[6]